# The Dresden Dolls
The Dresden Dolls er et amerikansk band, som trods den komplicerede og indladende musik kun består af to personer: Sangeren og pianisten Amanda Palmer og trommeslageren Brian Viglione (tidligere en del af bandet Humanwine). De dannede bandet i 2001, efter at Brian havde set og var blevet imponeret af Amandas solooptræden. Duoen kalder deres musikgenre for "punk-cabaret", og da det er en selvopfundet genre, er de nok det eneste band i verden, der spiller denne. Begge gør de en dyd ud af at klæde sig ud i natklubtøj a la trediverne, imens de maler sig hvide i ansigterne med kraftig læbestift, sådan at de ligner porcelænsdukker. Teksterne i deres sange handler hovedsagligt om groteske lidt makabre emner, men er også tit svære at gennemskue ved første øjekast. De to musikere optræder tit erotisk i forhold til hinanden (hvilket for alvor kommer til udtryk i videoen til "Backstabber"). The Dresden Dolls optrådte i Danmark på Roskilde Festival i 2005.

## Diskografi
- A Is for Accident (2003)
- The Dresden Dolls (2003)
- Yes, Virginia... (2006)

The Dresden Dolls indholder følgende numre:
1. Good Day
2. Girl Anachronism
3. Missed Me
4. Half Jack
5. 672
6. Coin-Operated Boy
7. Gravity
8. Bad Habit
9. The Perfect Fit
10. The Jeep Song
11. Slide
12. Truce

To af duoens umiddelbart bedst kendte sange findes på dette album:
"Coin-Operated Boy" omhandler sangerindens drøm om en mekanisk kæreste. "Girl Anachronism" handler om sindssyge. Der er lavet musikvideoer til begge, hvor Amanda og Brian selv spiller hovedrollerne. 
Yes, Virginia... indeholder følgende numre:
1. Sex Changes
2. Backstabber
3. Modern Moonlight
4. My Alcoholic Friends
5. Delilah
6. Dirty Buisness
7. First Orgasnm
8. Mrs. O
9. Shores Of California
10. Necessary Evil
11. Mandy Goes To Med School
12. Me & the Minibar
13. Sing

Her er "Backstabber", "Shores Of California" og "Sing" mest kendte, og de handler henholdsvist om en forræder, mænd og kvinders forhold til hinanden og sang som våben mod alt muligt. De er alle blevet til musikvideoer. Titlen på cd'ern stammer fra et berømt læserbrev i den amerikanske avis "The Times", hvor en lille pige ved navn Virginia skriver ind og fortæller, at folk siger til hende, at julemanden er en myte. Hun vil blot vide, om der virkelig findes en julemand. Svaret inspirerede The Dresden Dolls til deres tredje album "Yes, Virginia...".